# Huanghetitanidae
Huanghetitanidae es una familia de dinosaurios saurópodos titanosauriformes que vivieron que vivieron a principios del período Cretácico, hace aproximadamente entre 145 a 130 millones de años, entre los pisos faunísticos Berriasiense, Valanginiense y Hauteriviense. Se lo conoce por un solo género representado por dos especies, ambas encontradas en China. Se caracteriza por un cuerpo muy profundo, diferenciándose así de su grupo hermano Brachiosauridae.